# Paraustrochernes novaeguineensis
Paraustrochernes novaeguineensis är en spindeldjursart som beskrevs av Beier 1975. Paraustrochernes novaeguineensis ingår i släktet Paraustrochernes och familjen blindklokrypare. Inga underarter finns listade i Catalogue of Life.